# St. Michael (Niederaudorf)

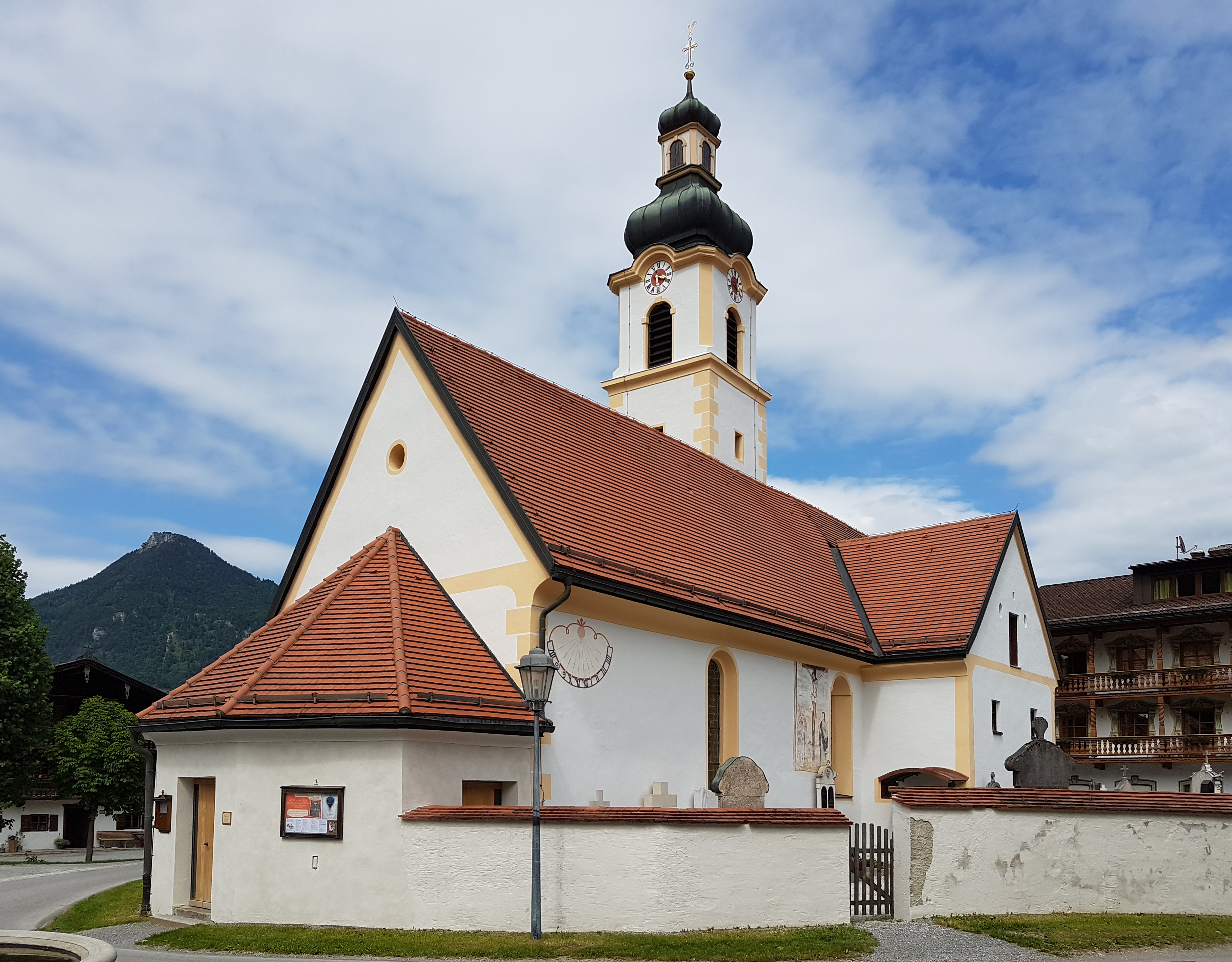
St. Michael in Niederaudorf

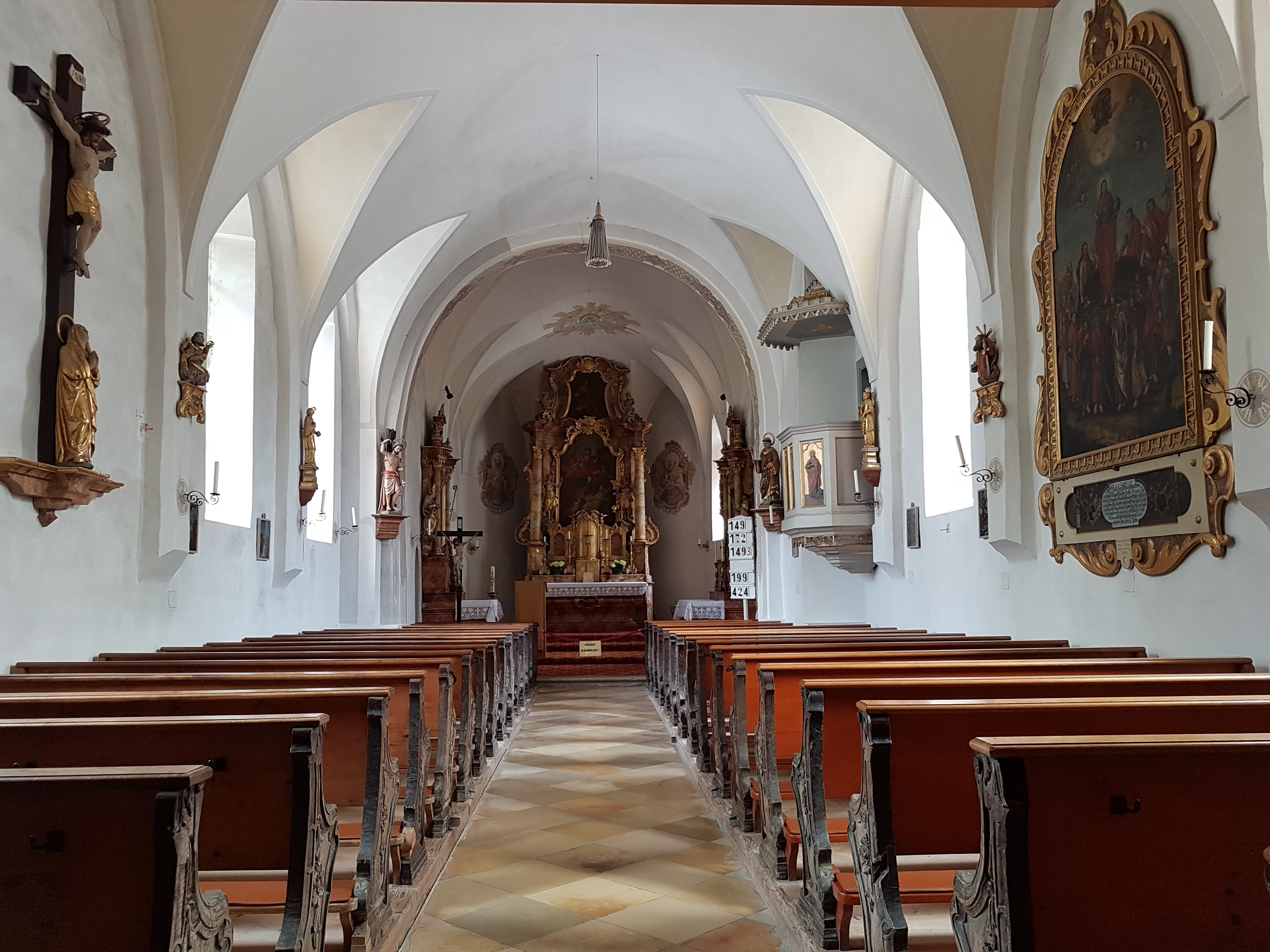
Innenansicht

Die römisch-katholische Kuratiekirche St. Michael steht in Niederaudorf, einem Gemeindeteil von Oberaudorf im oberbayerischen Landkreis Rosenheim. Sie ist in der Liste der Baudenkmäler in Oberaudorf unter der Nr. D-1-87-157-51 eingetragen. Niederaudorf gehört als Quasipfarrei zum Dekanat Rosenheim im Erzbistum München und Freising.

## Beschreibung
St. Michael Niederaudorf ist eine gotische Saalkirche, die im 15. Jahrhundert unter Verwendung von Teilen des romanischen Vorgängerbaus errichtet und im 18. Jahrhundert barock umgestaltet wurde. Dabei erfolgten die Verlängerung des Langhauses nach Westen und der Anbau des dreiseitig geschlossenen Vorbaus für das Portal. Die Kirche besteht aus dem Kirchenschiff und dem eingezogenen, dreiseitig geschlossenen Chor im Osten. Die Sakristei befindet sich an der Südwand und der Chorflankenturm an der Nordwand des Chors. Der Chorflankenturm wurde 1821 aufgestockt, um die Turmuhr und den Glockenstuhl unterzubringen, und mit einer Zwiebelhaube bedeckt, die von einer Laterne gekrönt ist. 
Auf dem Retabel des Hochaltars von 1767 ist der Erzengel Michael als Beschützer des durch die Figur der Ecclesia symbolisierten Christentums vor Luzifer dargestellt.
Nach Abschluss der 2020 begonnenen Renovierung und Umgestaltung des Innenraums weihte Weihbischof Rupert Graf zu Stolberg am 27. Oktober 2024 den neuen Zelebrationsaltar und segnete den Ambo. Den aus rotem Adneter Marmor in kubischer Form gestalten Altar wie auch den ebenfalls aus Marmor gefertigten Ambo mit einer Buchauflage aus Messing schuf der Bildhauer Anton Stegmayer aus Kiefersfelden. Der Sitz des Priesters und die weiteren Sitzgelegenheiten des liturgischen Dienstes bestehen aus feinen Messingstäben. Die zweimanualige Brüstungsorgel wurde 1963 von Anton Staller gefertigt.